# Rustaveli (metropolitana di Tbilisi)
Rustaveli (in georgiano რუსთაველი?) è una stazione della linea Akhmeteli-Varketili della metropolitana di Tbilisi.
Situata tra le stazioni Liberty Square e Marjanishvili, Rustaveli si trova a 60 metri sotto terra e, con una lunghezza della scala mobile di 120 metri, è la stazione più profonda della metropolitana di Tbilisi e una delle più profonde d'Europa. Per questo motivo, secondo alcune fonti, la stazione della metropolitana Rustaveli ha la sesta scala mobile più lunga del mondo.

## Storia
La stazione è stata inaugurata l'11 gennaio 1966 come parte della linea metropolitana originale con sei stazioni, che comprendono le stazioni da Didube a Rustaveli.